# Andrea Abreu
Andrea Abreu López (Icod de Los Vinos, Tenerife, Canarias, 1995) es una escritora y periodista española. Con la publicación de su novela Panza de burro la revista británica Granta la ha seleccionado como una de las 25 mejores escritoras de su generación.

## Trayectoria
Andrea Abreu nació en el pueblo de Icod de Los Vinos, perteneciente a Santa Cruz de Tenerife, en la isla de Tenerife, Canarias. Le ha gustado escribir desde niña, a los diez años ganó el premio escolar de poesía Emeterio Gutiérrez Albelo. Su interés por la poesía la llevó a realizar un curso de poesía con Coriolano González en la Escuela Canaria de Creación Literaria.
Estudió Periodismo en la Universidad de La Laguna (ULL). En 2017 se trasladó a Madrid para cursar el máster en Periodismo Cultural y Nuevas Tendencias de la Universidad Rey Juan Carlos.
Como periodista, ha escrito colaboraciones para diferentes medios como, 20minutos.es, Tentaciones (El País), Oculta Lit, LOLA (BuzzFeed), Quimera o Vice.
Los textos de Abreu han visto la luz en varias revistas tanto digitales como impresas. Además, sus relatos han aparecido en algunas antologías. Publicó un fanzine, Primavera que sangra, y un poemario, Mujer sin párpados, antes de lanzarse a la narrativa con Panza de burro.  Además, sus poesías han sido publicadas en varias revistas especializadas como Círculo de Poesía, La tribu de Frida o La Galla Ciencia.
Su primera novela, Panza de burro, está escrita en un lenguaje llano y directo que, con el vocabulario canario y su fonética, describe con naturalidad la vida rural y real de la isla. Narra la amistad de dos niñas en el momento del paso de la niñez a la adolescencia, y donde el Teide está presente y tiene su influencia narrativa, aunque no se nombre en la novela. Abreu aprovecha el contexto para, a través de las voces de las protagonistas, hacer la «descripción de una miseria», la de la España de principios de los 2000. «Es algo sustancial en mi vida y en el libro. Es como una especie de anunciación de la fatalidad de la vida. Cuando se vive cerca de uno, no se piensa constantemente que se va a morir, pero sí que pasa que se te ocurre que podría explotar. Es la presencia constante de la muerte, bonita y a la vez terrible, que dentro del libro tiene mucho peso. Que algo malo está por pasar», según ella misma.
La novela Panza de burro, ha sido editada por la escritora Sabina Urraca, quien también prologa el libro. El libro ha sido publicado en treinta países y traducido al inglés, italiano, alemán y francés. Además, se han vendido más de 20 000 ejemplares de la novela, va por la decimoséptima edición y ha vendido los derechos para una adaptación cinematográfica . Asimismo, en febrero de 2022 anunció por redes sociales que iba a sacar una edición de Panza de burro para Reino Unido con el título Dogs of Summer y traducida por Julia Sanches.
Andrea Abreu ha sido seleccionada por la revista británica Granta como una de las 25 mejores escritoras de su generación.
Andrea Abreu es una asidua participante en eventos literarios, como el festival cordobés de poesía Cosmopoética, ha sido codirectora del Festival de Poesía Joven de Alcalá de Henares.

## Obra

### Novelas
- Panza de burro (Barrett, 2020)

### Poesía
- Mujer con párpados. (Versátiles Editorial, 2017)
- Primavera que sangra (2017), un breve análisis poético sobre su relación con el dolor menstrual.

### Antologías
- Árboles frutales. Editorial Dieciséis.[14]
- Macaronesia, de La Galla Ciencia;
- Los muchachos ebrios, antología de poesía jovencísima transoceánica, de La Tribu, o Piel fina.
- Poesía joven española (Maremágnum, 2019)

### Microrrelatos
- Perdone que no me calle, Centro de la Cultura Popular Canaria 2017, (compilado por María Gutiérrez (escritora).

## Premios y reconocimientos
- En 2021 fue reconocida por la Revista literaria y editorial Granta como una de las  25 mejores narradores en español menores de 35 años.[15]

- Premio Dulce Chacón 2021 de Narrativa Española en su XVI edición. El premio es otorgado por la mujer de ella  por el Ayuntamiento de Zafra. [16]
- En 2019 fue ganadora del accésit del XXXI Premio Ana María Matute de narrativa de mujeres.
- Premio escolar de poesía Emeterio Gutiérrez Albelo
- En 2023 recibió el Premio Talento a bordo, del Festival Eñe.[17]